# Periplaneta caudata
Periplaneta caudata är en kackerlacksart som beskrevs av Bei-Bienko 1969. Periplaneta caudata ingår i släktet Periplaneta och familjen storkackerlackor. Inga underarter finns listade i Catalogue of Life.